# Mariner 9
Mariner 9 foi uma sonda espacial do Programa Mariner, utilizada para a exploração do planeta Marte. O lançamento foi realizado pela NASA em 30 de maio de 1971.
Esta sonda entrou na órbita (1 390 x 17 140 km) de Marte em 13 de novembro do mesmo ano, após 167 dias de viagem. A sonda Mariner 9 tornou-se o primeiro satélite artificial Norte americano a orbitar um corpo celeste que não fosse a Lua. Como resultado, a missão enviou 7 329 fotos que permitiram a elaboração do primeiro mapa global de Marte.
No momento em que a sonda chegou a Marte, estava acontecendo uma tempestade de areia e, aproveitando a ocasião, foram coletados dados sobre este evento. Esta missão descobriu canais, vulcões e outras estruturas na superfície de Marte. Os Valles Marineris (Vale da Mariner) têm esse nome justamente em homenagem à Mariner 9. Ela também enviou fotos detalhadas de Deimos e Fobos.